# Stenohya curvata
Espèce
Stenohya curvata est une espèce de pseudoscorpions de la famille des Neobisiidae.

## Distribution
Cette espèce est endémique du Yunnan en Chine. Elle se rencontre à Dali dans les Cangshan.

## Description
Stenohya curvata mesure de 3,0 à 3,1 mm.

## Publication originale
- Zhao, Zhang & Jia, 2011 : Two new species of the genus Stenohya Beier, 1967 (Pseudoscorpiones, Neobisiidae) from China. Zootaxa, no 2834, p. 57-64.